# Shikasta
Shikasta (titolo originale completo Re: Colonised Planet 5, Shikasta) è un romanzo scritto dal premio Nobel per la letteratura Doris Lessing nel 1979. È il primo dei cinque romanzi che compongono il ciclo Canopus in Argos: Archivi.
Nel libro l'autrice ripercorre l'intera storia dell'umanità attraverso i rapporti degli emissari dell'impero galattico di Canopus, coinvolto direttamente nello sviluppo della civiltà della Terra fino all'inevitabile catastrofe, preludio di una rinascita.
Il romanzo è stato pubblicato in italiano da Fanucci nel 2014.

## Trama
Il rapporto dell'emissario Johor, inviato dall'impero di Canopo su Shikasta per cercare di porre un freno alla disastrosa situazione in atto, non offre molte speranze. Eppure millenni fa questo pianeta, quando ancora si chiamava Rohanda, era il più promettente tra i tanti sottoposti alla tutela dall'impero, nel processo di colonizzazione e sviluppo di altri mondi. Grazie all'aiuto dei Giganti, una stirpe di umanoidi inviata come supporto al processo evolutivo, le scimmie antropomorfe originarie del pianeta avevano raggiunto elevati livelli di sviluppo e civilizzazione, e l'armonia del flusso vitale sembrava non trovare ostacoli, tanto da convincere Canopo ad aprire un Varco, collegamento stabile tra i due mondi. Questo fino alla comparsa di una disarmonia stellare, evento infausto che permise l'azione dell'influsso malevolo di Shammat, pianeta criminale dell'impero di Puttiora. Al tempo della prima crisi a Johor era toccato l'incarico di predisporre l'evacuazione dei Giganti, cercando inoltre di aiutare in qualche modo i nativi a prepararsi ai tempi difficili in arrivo. Ma si era dovuto confrontare con una situazione molto peggiore del previsto, contro cui poco avevano potuto i suoi sforzi, riuscendo solo a lasciare alcuni messaggi fondamentali ai pochi in grado di comprenderli, per poi dovere abbandonare il pianeta al suo destino.
Nella sua nuova missione, la terza, Johor ha il compito di riportare all'incarico originale l'amico e collega Taufiq, corrotto dall'ambizione politica imperante su Shikasta, oramai diventata un pianeta dominato dall'egoismo e dalla sopraffazione. Guerre, le ultime due chiamate "mondiali", diseguaglianza tra paesi e popolazioni, epidemie hanno portato al potere della menzogna, all'ombra del quale vengono costruite e tenute nascoste armi sempre più potenti. Il risultato è una nuova guerra, che elimina la maggioranza della popolazione mondiale in poco tempo. Dai rapporti inviati a suo tempo dallo stesso Taufiq viene spiegato come si sia arrivati a tanto: i continui tentativi degli emissari di Canopo per aiutare la popolazione, fin dall'epoca della prima intromissione di Shammat, si erano dimostrati scarsamente efficaci contro il degrado e la corruzione oramai diffuse in varie forme, riuscendo solo a lasciare alcune tracce nella cultura religiosa locale. Ed anche nel convulso periodo della perdita di Taufiq, le relazioni mostrano la difficoltà dell'operato degli inviati, tra cui lo stesso Johor, incarnatosi come George Sherban con l'obiettivo di inserirsi nelle distorte dinamiche sociali dell'epoca precedente alla terza guerra mondiale, per creare le basi di una speranza futura. Con l'aiuto di alcuni compagni già conosciuti in altre epoche, e sfruttando le divisioni del campo avversario, riesce nel suo intento, dando la possibilità ai sopravvissuti alla catastrofe di poter ricreare l'antica configurazione della vita sul pianeta, compresa l'originaria armonia di tutti gli esseri viventi.

## Ricezione e critica
Alla sua uscita il libro trovò un'accoglienza piuttosto discordante. Una parte di critici e lettori si mostrò favorevole al cambiamento di stile e contenuti rispetto a ciò che aveva caratterizzato l'opera precedente dell'autrice britannica, mentre altri espressero giudizi non benevoli.
Gore Vidal sottolineò la capacità di immaginazione presente nel testo, mettendo in luce i paralleli con l'opera di John Milton, Thomas Eliot e con l'Antico testamento, rilevando l'influenza del sufismo, a cui la Lessing si era avvicinata nell'ultima parte della sua vita, ma allo stesso tempo deprecando la scomparsa della libera scelta nel mondo partorito dalla scrittrice, concludendo con un poco lusinghiero paragone con la creazione di Scientology ad opera di Ron Hubbard. Anche altri critici hanno messo in luce il carattere essenzialmente mistico e fantastico della narrazione, per cui l'inclusione nel filone fantascientifico finirebbe secondo costoro per risultare abbastanza fuorviante, rifacendosi più propriamente ai testi religiosi, New Age e fantasy della letteratura mondiale. Del resto la stessa autrice aveva coniato per l'opera un termine apposito, definendola una "space fiction", mostrando di ritenere limitativo l'uso di categorie predefinite per un'opera di questo tipo.
Il libro pare in effetti avere ispirato la nascita di un culto religioso, senza peraltro ottenere l'approvazione dell'autrice.

## Edizione italiana
- Doris Lessing, Shikasta, traduzione di Oriana Palusci, 1ª ed., Fanucci Editore, 2014, ISBN 978-88-347-2380-7.